# M'hanno detto che/Dimmi se vuoi
M'hanno detto che/Dimmi se vuoi è un singolo del cantante italiano Riccardo Del Turco, pubblicato nel 1964.
Il brano M'hanno detto che è stato scritto da Gianni Meccia, Riccardo Del Turco e Sergio Endrigo. Invece il brano Dimmi se vuoi è stato scritto da Bacalov e Riccardo Del Turco.

## Tracce
Lato A
1. M'hanno detto che (con l'orchestra Bacalov - Coro 4+4 di Nora Orlandi)

Lato B
1. Dimmi se vuoi (con l'orchestra Bacalov - Coro 4+4 di Nora Orlandi)